# Piatykhatky
Piatykhatky (en ukrainien : П'ятихатки) ou Piatikhati (en russe : Пятихатки) est une ville de l'oblast de Dnipropetrovsk, en Ukraine, et le centre administratif du raïon de Piatykhatky. Sa population s'élève à 18 944 habitants en 2013.

## Géographie
Piatykhatky se trouve à 94 km à l'ouest de Dnipro. Elle est desservie par la gare de Pyatykhatky.

## Histoire
Piatykhatky naît en 1886 autour d'une nouvelle gare ferroviaire, où sont construites cinq maisons, qui donnent son nom à la localité (Piatykhatky signifie littéralement « cinq maisons »). En 1923, le village devient le centre d'un raïon. En 1938, il accède au statut de ville.

## Population
Recensements (*) ou estimations de la population :
| 1923* | 1926* | 1939*  | 1959*  | 1970*  | 1979*  |
| ----- | ----- | ------ | ------ | ------ | ------ |
| 4 777 | 5 703 | 12 775 | 21 539 | 20 329 | 20 932 |

| 1989*  | 2001*  | 2010   | 2011   | 2012   | 2013   |
| ------ | ------ | ------ | ------ | ------ | ------ |
| 21 135 | 20 563 | 19 069 | 18 981 | 18 994 | 18 944 |

## Biens culturels

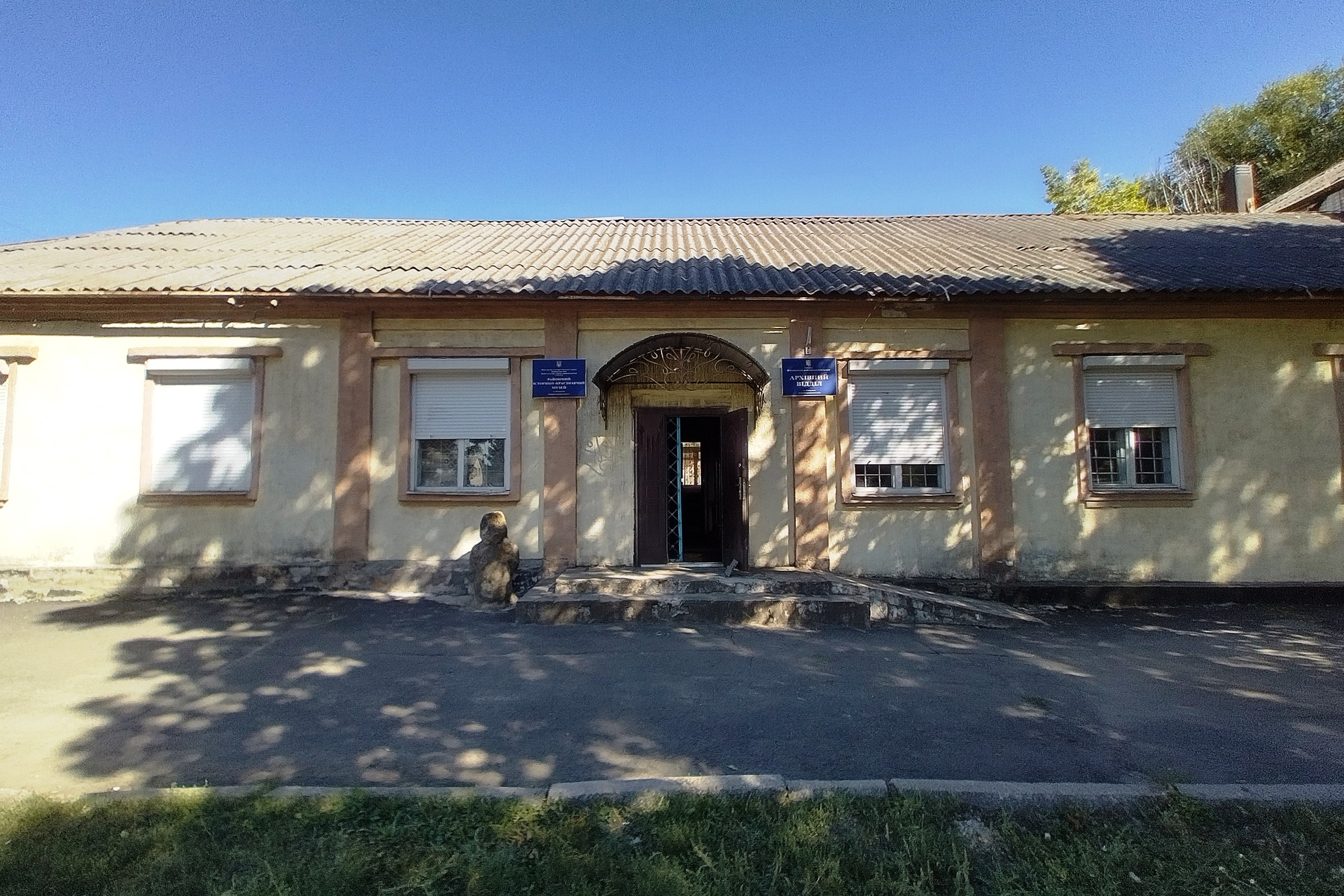
Musée local d'histoire,
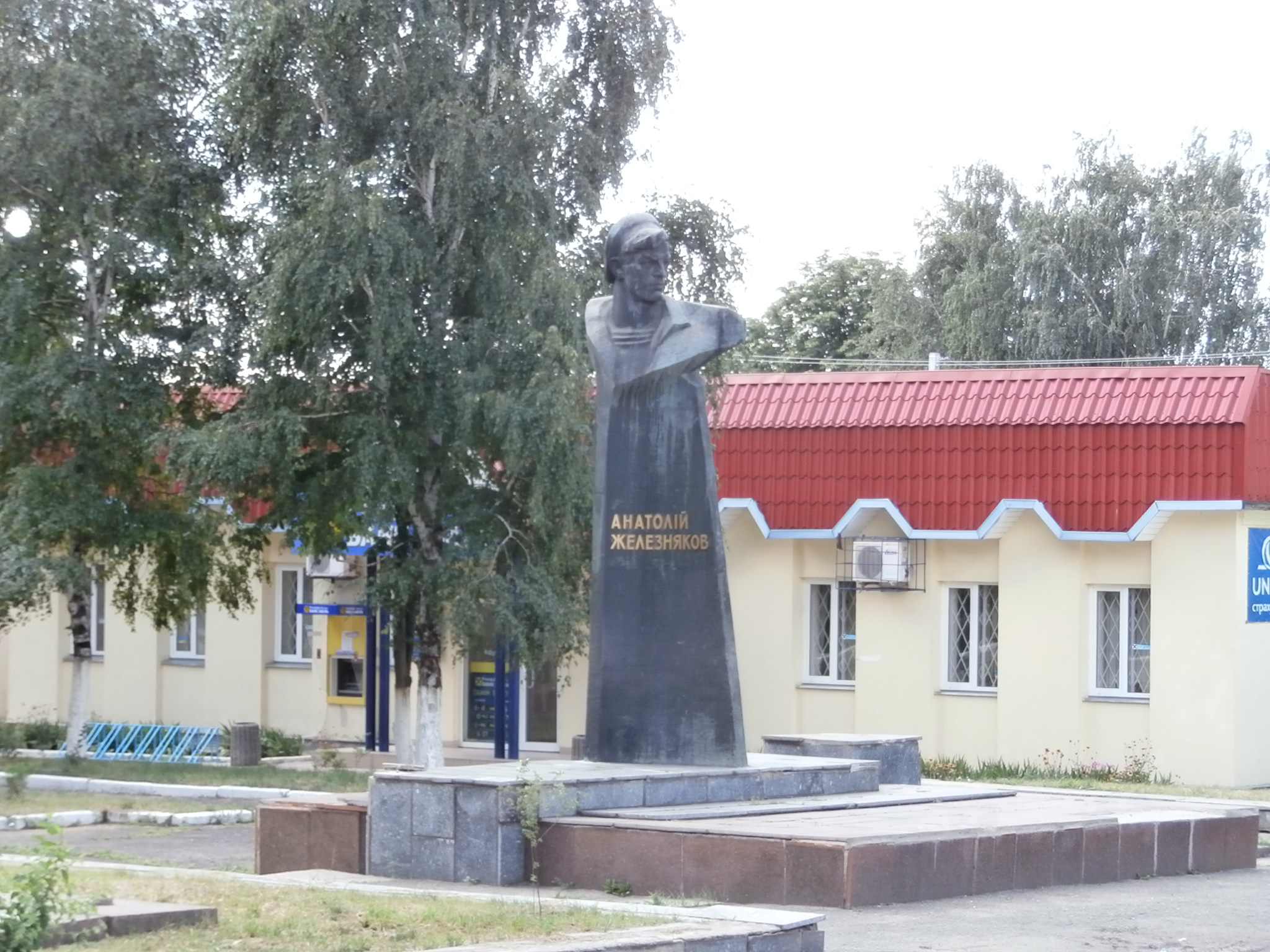
buste à Anatoli Jelezniakov,
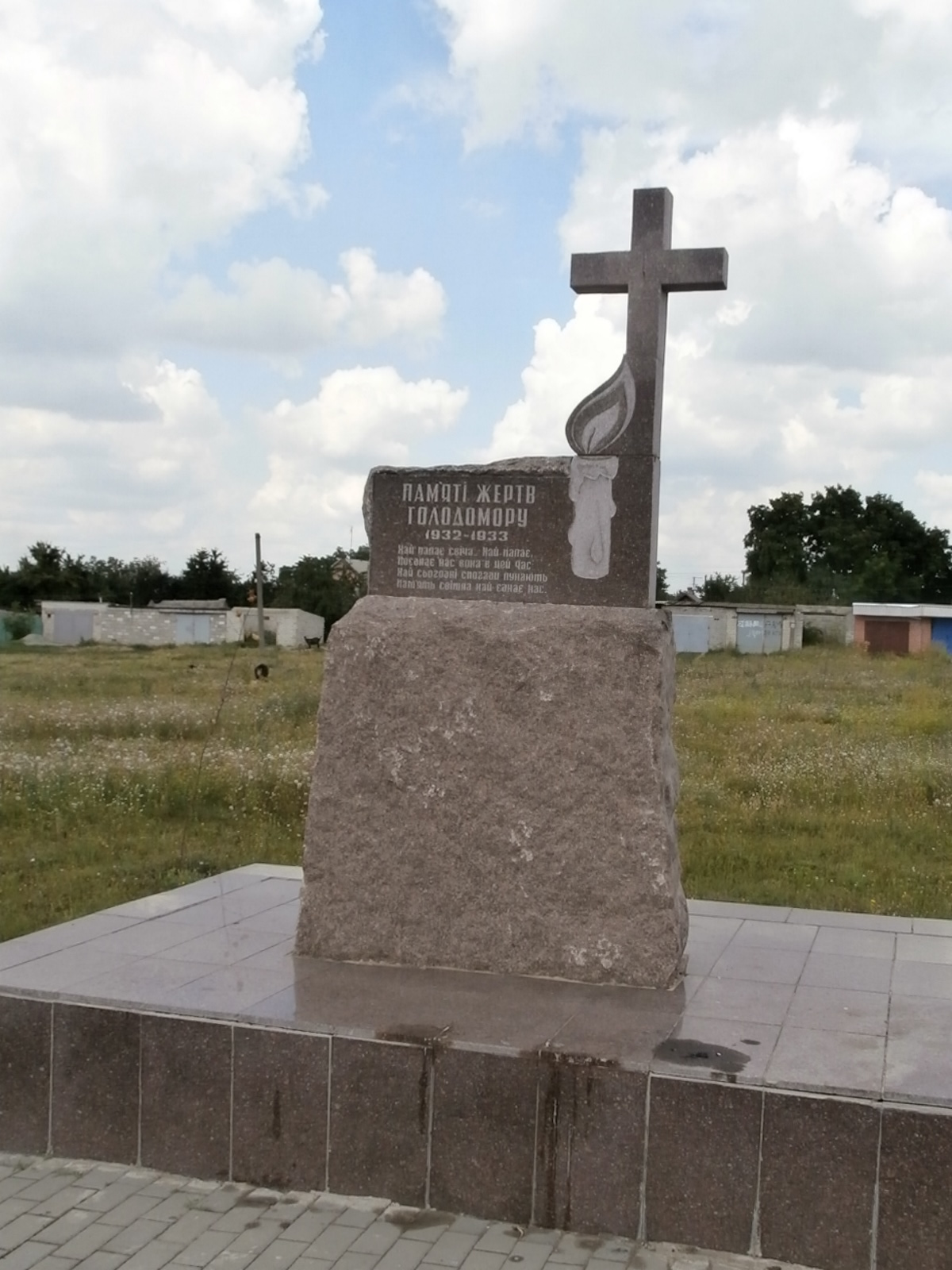
mémorial à l'Holodomor.